# کیوسک (گروه موسیقی)
کیوسک از گروه‌های موسیقی راک ایرانی است که کار خود را با انتشار آلبوم آدم معمولی در سال ۲۰۰۵ (۱۳۸۴) آغاز کرد. آرش سبحانی آهنگساز، ترانه‌سرا، خواننده و نوازندهٔ گیتار الکتریک گروه است. این گروه می‌کوشد، ترانه‌های انتقادی و اجتماعی را در قالب موسیقی متفاوت ارائه دهد، موسیقی‌ای که در آن رگه‌های بلوز و جاز هم به گوش می‌رسد. کیوسک به‌همراه گروه آبجیز کنسرت‌هایی در واشینگتن، دی.سی. و لس آنجلس ایالات متحده آمریکا نیز داشته‌است.

## تاریخچه فعالیت
گروه کیوسک فعالیت خود را در سال ۱۳۸۴ با محوریت آرش سبحانی آغاز کرد. این گروه در سال ۲۰۰۵ و پس از آنکه نتوانست از وزارت فرهنگ و ارشاد اسلامی مجوز انتشار آلبوم آدم معمولی را کسب کند، آن را در خارج از کشور منتشر کرد.
دومین آلبوم گروه به نام عشق سرعت در سال ۲۰۰۷ و پس از مهاجرت اعضای گروه به آمریکا منتشر شد.
سومین آلبوم گروه با نام باغ‌وحش جهانی منتشر شد که در آن بیشتر از دو آلبوم قبلی به سیاست توجه شده بود.
سه تقطیره عنوان چهارمین آلبوم گروه بود که در اکتبر ۲۰۱۰ منتشر شد، این آلبوم به صورت زنده ضبط شد.
پنجمین آلبوم منتشر شده از گروه نتیجه مذاکرات بود که در ۲۰۱۱ عرضه شد.
آلبوم ششم کیوسک با نام تشکیلات موازی در سال ۱۳۹۱ در آمریکا منتشر شد.
پس از آن کیوسک آلبوم زنگ بزن آژانس در سال ۱۳۹۳ منتشر کرد.
آلبوم زندهٔ وضعیت نارنجی، شامل اجرای زندهٔ قطعاتی از آلبوم‌های گذشته کیوسک در کنسرتی در شهر تورنتو کانادا، هفتمین اثر این گروه است که به مناسبت دهمین سال فعالیت کیوسک منتشر شده‌است.
در سال ۱۳۹۵، نهمین اثر گروه با نام استریو تال منتشر شد که راوی زندگی کامران ملت است.
دهمین آلبوم کیوسک به نام پایان شیرین که همچون استریو تال کانسپت آلبوم خواهد بود، در تابستان 1400منتشر شد. دو ترک به نام‌های ((مایکل جکسون درگذشت!)) و ((ماه پشت ابر نمی‌مونه)) به صورت تک آهنگ از این آلبوم پخش شده است.

## اعضای کنونی گروه
- آرش سبحانی: آهنگساز، ترانه‌سرا، خواننده و گیتار الکتریک
- علی کمالی: گیتار بیس
- شهروز مولایی: درامز

## درگیری سیاسی میان اعضا
آرش سبحانی از جمله سی نفر از ایرانیانی است که از مواضع سختگیرانه دونالد ترامپ، رئیس‌جمهور ایالات متحده آمریکا علیه حکومت ایران استقبال کرده‌اند. انتشار این نامه موجی از انتقادها را علیه نویسندگان نامه برانگیخته و برخی آنها را با عناوین تندی چون «خائن» یا «وطن فروش» محکوم کرده‌اند. به طوری که پس از انتشار آن اردلان پایوار راه خود از آرش سبحانی را جدا کرد.

## آلبوم‌ها
- آدم معمولی (۱۳۸۵)
- عشق سرعت (۱۳۸۶)
- باغ‌وحش جهانی (۱۳۸۷)[۵]
- سه‌تقطیره؛ اجرای زنده در یوشیز (۱۳۸۹)
- نتیجه مذاکرات (۱۳۹۰)[۶]
- تشکیلات موازی (۱۳۹۱)
- زنگ بزن آژانس (۱۳۹۳)
- وضعیت نارنجی (۱۳۹۴)
- استریو تال تقدیم می‌کند (۱۳۹۵)
- استریو تال تقدیم می‌کند (نسخه بازسازی شده (۱۳۹۷)
- پایان شیرین (۱۴۰۰)
- کابوس آباد (1402)

## هم‌کاری با محسن نامجو
در سال ۱۳۸۷ گروه کیوسک کنسرت مشترکی را با محسن نامجو در شهر سان فرانسیسکو آمریکا برگزار کرد. همچنین آهنگ یارم بیا در آلبوم باغ‌وحش جهانی با همکاری محسن نامجو ضبط شده‌است که در داخل ایران با استقبال روبرو شد. بعدها نیز این گروه قطعه موسیقی مرغ سحر را با صدای محسن نامجو منتشر کرد.